# Ho Ši Minov put
Ho Ši Minov put je mreža improviziranih puteva, kojima su Sjevernovijetnamci za vrijeme Vijetnamskog rata prenosili svoje ljude i zalihe iz Sjevernog u Južni Vijetnam, kretajući se najčešće preko južnog Laosa i istočne Kambodže. Gradio se od 1959. do 1975. godine.
Koristio se za opskrbu Vijetkonga i regularnih jedinicama Vijetnmske narodne armije tijekom Vijetnamskog rata.
Nije bio sam jedan put, već niz složenih razgranatih putova kojima su išli kamioni, uključivao je pješačke i biciklističke staze. Koristio se i prijevoz rijekom, a u kasnijoj fazi rata uspostavljen je i improvizirani cjevovod. Ime su dale američke snage, po sjevernovijetnamskom komunističkom vođi Ho Ši Minu. Dio puta, koji prolazi kroz Laos, također je poznat kao "put Truong Son". Ho Ši Minov put smatra se jednim od najvećih projekata vojne niskogradnje 20. stoljeća.
Put je teško bombardiran od strane američkog ratnog zrakoplovstva, ali to nije bilo dovoljno učinkovito. Mnoga područja Kambodže, Laosa i Vijetnama pretrpjela su strahovita bombardiranja, među najvećima u povijesti ratovanja. Put je dva puta uspješno onesposobljen, prvi put u travnju 1970. napadom Amerikanaca i Južnog Vijetnama na Kambodžu, a godinu dana kasnije napadom južnovijetnamske vojske na Laos. Nesposobnost Amerikanaca i njihovih saveznika, da trajno prekinu Ho Ši Minov put, bio je jedan od razloga za njihov neuspjeh u Vijetnamskom ratu.